# Els cinc d'Otero
Els cinc d'Otero és el nom amb el qual es coneix als cinc obrers veïns de Otero de Herreros, afusellats en la localitat segoviana de La Losa, terme municipal de Navas de Riofrío, el 3 d'agost de 1936, tres setmanes després que la revolta contra la República Espanyola triomfés a Segòvia, quan un grup de falangistes que viatjaven en una camioneta, van parar i van detenir cinc treballadors (van anar a buscar-los a l'estació i a la fàbrica de ceràmica), tots veïns d'Otero de Herreros (Pedro Sebastián Vela, Pedro Aparicio Bravo i Abel de Pablos Andrés, naturals d'Otero; Julián Martín Pascual, natural d'El Escorial, i Miguel Durán Prieto, natural de Zarzuela del Monte), d'entre 18 i 29 anys. Els cinc eren perseguits per haver promogut des de la Casa del Pueblo que se secundés la vaga general convocada per les autoritats i forces polítiques a Madrid contra el pronunciament i els revoltats. Els van pujar a la camioneta amb l'excusa de portar-los davant la justícia a Segòvia i poc després, a l'altura del quilòmetre 12 de la carretera que uneix Segòvia i Madrid, els van afusellar. Una altra versió assenyala que van ser detinguts el dia abans. Els cadàvers van ser ruixats amb gasolina aquest mateix dia al paratge de Cepones i enterrats en petites fosses individuals en línia recta, en la posició que van guardar durant l'afusellament. Els cinc eren actius membres de la Casa del Poble, encara que només d'un, Pedro Sebastián Vela, consta la seva filiació política (Partit Comunista)
La versió oficial després del succés va ser que els afusellats havien mort durant un enfrontament amb els falangistes. Els seus cossos van ser recuperats el 2003 en ser-ne descobertes les restes per un guàrdia.